# Argentina vs. Brasil (Copa Mundial de Fútbol de 1990)
Argentina 1-0 Brasil fue un partido de fútbol jugado el 24 de junio de 1990 en el Estadio de los Alpes, en Turín, en los octavos de final de la Copa Mundial de Fútbol de 1990, que adquirió notoriedad por el episodio del agua bautizada o "El bidón de Branco". El episodio sólo salió en 2004, después de que Diego Maradona lo mencionara en una entrevista concedida a un programa de televisión argentino. Maradona volvería a contar la anécdota en su propio programa de televisión, "La Noche del Diez", pero esta vez en tono jocoso.

## El episodio
Brasil y Argentina jugaban los octavos de final del Mundial de 1990. En aquel momento, el seleccionador argentino era Carlos Bilardo, quien, desde que era jugador, era conocido por utilizar "métodos sucios" para conseguir la victoria.
Argentina estaba sufriendo muchísimo. “Si nos hacían tres goles estaba bien”, dijo Oscar Ruggeri. En el minuto 39, el masajista argentino, Miguel di Lorenzo, entró en el campo para atender al jugador argentino Pedro Troglio, cuando el marcador seguía 0-0, cargados de, además, unos cuantos bidones de agua. Había de dos tipos, unos verdes de Gatorade y otros transparentes. Pedro Monzón se acercó a beber agua y cogió un botellín de los verdes. Pronto Galíndez le avisaría que de esa agua no debía beber, lo escupió y echó la mano a una de las botellas transparentes. El lateral izquierdo de Brasil, Branco, inocentemente, también quiso refrescarse y Ricardo Giusti, en un acto de compañerismo, le ofreció una verde. Primero se mojó la cara y luego bebió.
Branco se bebió el agua y pasó el resto del partido mareado y con náuseas, pero no fue sustituido. En una entrevista de 2016 con Uol Esporte, Branco dijo que se dio cuenta de la trampa (los argentinos solo bebieron de botellas transparentes, mientras que él usó una botella verde), que incluso se lo dijo a sus compañeros y cuestionó a los argentinos mientras seguían en el campo, pero que todos se burlaron de él. Al día siguiente de la derrota, Branco declaró en una entrevista en Italia que los argentinos "jugaron sucio".
El episodio sólo salió a la luz años más tarde, después de que Maradona lo mencionara en una entrevista con un programa de televisión argentino. Bilardo, el masajista, y Julio Grondona, presidente de la AFA en ese momento, juran que todo es una leyenda.
Algunos jugadores argentinos que estaban en el campo, por otra parte, también confirman la historia.
Julio Olarticoechea lamentó el episodio: "Y el bidonazo quedó para la historia. Era algo muy del equipo, que no tendría que haber salido. Lamentablemente, lo sacaron a la luz. No estoy de acuerdo, pero lo que pasó, pasó. No por ese detalle le ganamos a Brasil. Pero no me gustó mucho ese tema".
Ruggeri reprochó la ingenuidad de Branco: "No puedes tomar agua del equipo contrario. Coge la tuya, idiota, no la nuestra... ¿Qué agua crees que le vamos a dar a un brasileño?".
El seleccionador brasileño Sebastião Lazaroni reaccionó: "No era una historia de boitatá, era verdad, era real. Los argentinos confesaron más tarde, Maradona y compañía. La intención de los argentinos era burlarse del brasileño. Branco denunció que había bebido el agua del masajista argentino, que entró mientras atendían a uno de sus jugadores. Afirmó sentirse mareado y haber perdido la memoria. En el descanso, pidió a Lídio Toledo, el médico del equipo en aquel momento, que comprobara que estaba en condiciones de volver al partido. Cabe preguntarse si esto sólo ocurrió contra Brasil. Y en la Copa Mundial de Fútbol de 1986, cuando fueron campeones, en la Copa Mundial de Fútbol de 1994, cuando Maradona fue sorprendido dopándose, ¿es sólo una coincidencia? Queda la duda de si el Mundial del 86 fue una victoria lícita.".
De acordo con AS: "Rohypnol es el nombre comercial de la flunitrazepam, una droga que terminó por conocerse por ser utilizada para cometer violaciones por sus enormes efectos sedantes. Se puede utilizar para tratar el insomnio, pero en su uso recreativo se le puede asemejar al Xanax y a corto plazo puede producir dolores de cabeza, náuseas, vértigos, desorientación, mareos, confusión… Este fue el medicamento que se sospecha que fue utilizado con Branco.".
En 2022, Branco recordó el caso: "Tuve suerte en aquel partido. Me volví loco. La suerte fue que el gol vino del otro lado. Si es de mi lado, dicen que es culpa mía. Carlos Bilardo era un 'estratega del mal'. Eso es hacer trampa. En fin... ¿y si voy a un control antidopaje? Estoy acabado, mi carrera terminó, ¿cómo puedo probarlo?". Según Branco: "El principal objetivo de Carlos Bilardo éramos Valdo y yo. Me quedé con mal sabor de boca, pero seguí jugando. Entonces, ¿sabes cuándo vuelves a casa ebrio? El Stadio delle Alpi empezó a girar. Se balanceaba de un lado a otro. En el descanso, pedí salir, Lazaroni no me quitó, y poco a poco se me fue pasando la sensación".
Argentina acabó ganando el partido por 1-0, con gol de Claudio Caniggia a pase de Maradona.